# Bom Jesus do Norte
Bom Jesus do Norte este un municipiu brazilian din statul Espírito Santo. Se află la o altitudine de 70 de metri. Municipalitatea are o populație de 10.254 de locuitori și se întinde pe o suprafață de 89,084 kilometri pătrați. Centrul său urban se învecinează cu orașul Bom Jesus do Itabapoana din Rio de Janeiro[7], de care este separat doar de râul Itapapoana. 

## Istorie
Până la emanciparea sa în 1964, regiunea care este acum Bom Jesus do Norte a aparținut municipalității São José do Calçado[8].
În secolul al XIX-lea, coloniștii Coronel José Dutra Nicácio, José Francisco de Melo, José Lima da Silveira, Marciano Lúcio și Caboclo Valério, în căutare de terenuri pentru munci agricole, au ajuns în această regiune, situată pe malul râului Itabapoana, și au fondat o mică așezare, care a ajuns să formeze orașul Bom Jesus do Norte[8].
În 1911, orașul a devenit un district sub numele de Bom Jesus do Jardim[9].
În 1914 au avut loc schimbări în regiune odată cu crearea „Ordem e Progresso Futebol Clube” (Clubul de Fotbal Ordem e Progresso) și cu inaugurarea Gării Itabapoana[8].
Primul terminal de cale ferată a sosit în regiune în 1879, odată cu rețeaua feroviară Carangola-Santo Eduardo. Celălalt a fost în 1883, Gara Porto Alegre, care a dat naștere orașului Itaperuna și a fost inaugurat de Regele Pedro al II-lea. În 1892, a fost construit podul peste râu, care leagă Santo Eduardo de Ponte do Itabapoana, ceea ce a dus la conectarea căii ferate la Cachoeiro do Itapemirim. De la stația Ponte do Itabapoana, în 1896, șinele au ajuns până la orașul Boa Vista. Calea ferată Itabapoana a funcționat până la sfârșitul anilor 1940 și începutul anilor 1950, când a fost dezactivată și ulterior stinsă.[10] Calea ferată a fost construită în 1938 prin Legea nr. 1938.
În noiembrie 1938, Legea nr. 9.941 a redenumit orașul Bom Jesus do Norte, deoarece se afla la nord de râul Itabapoana[9].
În decembrie 1963, Legea 1911 a transformat teritoriul, acum separat de São José do Calçado, în municipiu. Aceasta a fost înființată la 9 aprilie 1964[9].

## Geografie
Municipalitatea are o suprafață de 89,084 km². Municipiul este alcătuit doar din sediul său, fără alte cartiere. Făcând parte din mezoregiunea Espírito Santo de Sud și din microregiunea Cachoeiro de Itapemirim, este situată la sud-est de capitala statului, la aproximativ 217 km de aceasta. [11][12]

### Demografie
În 2010, Institutul Brazilian de Geografie și Statistică (IBGE) a calculat că populația municipiului era de 106,37 locuitori pe kilometru pătrat, cu o populație rezidentă de 9.476 de persoane - 4.584 de bărbați și 4.892 de femei. Populația este preponderent urbană, 894 de locuitori trăind în zonele rurale. [11][13][14]

### Relief și hidrografie
Municipiul se află la o altitudine de 70 de metri. Solul din Bom Jesus do Norte este asociat cu soluri puțin adânci, cu capacitate de reținere a apei, acide și cu fertilitate naturală scăzută. Municipiul este traversat de bazinul hidrografic al râului Itabapoana, al cărui râu principal este Itabapoana, care servește drept limită între statele Espírito Santo și Rio de Janeiro.

### Clima
Clima din Bom Jesus do Norte este caracterizat ca fiind tropical, având o temperatură medie anuală de 23 °C, mega-termic și sub-umed, cu veri foarte calde și mici surplusuri de apă, iar iarna este blândă, uscată și cu mici deficite de apă.

### Floră și Faună
Vegetația nativă a municipiului Bom Jesus do Norte este în principal tropicală, cu bioma Mata Atlântica. Vegetația originală s-a modificat inițial din cauza producției de cafea, care ulterior a fost înlocuită de pășuni. Bom Jesus do Norte se bucură de o biodiversitate semnificativă datorită locației sale în cadrul regiunii tropicale. Flora include o varietate de specii de plante tropicale, copaci și vegetație tipică pentru clima sub-umedă, printre care pădurile de foioase și vegetația de savană.
Fauna locală este caracterizată în principal de prezența mamiferelor și reptilelor de mici dimensiuni, cum ar fi tatuuri, paca, arici caixeiros, oposumi, leneși și câini sălbatici, șopârle și șerpi. De asemenea, fauna municipală include păsări precum tico-tico, tiziu, coleiro și diverse specii de canari. Speciile specifice regiunii sunt adaptate la condițiile climatice și ecologice locale, contribuind la un ecosistem echilibrat și bogat.

## Economie
Produsul Intern Brut (PIB) al orașului se situează în jur de 6.757 R$/ha și se bazează pe exploatarea minieră, cultivarea cafelei și creșterea bovinelor pentru lapte. Municipiul găzduiește sediul Cooperativa Agrária Vale do Itabapoana - CAVIL, formată din producători agricoli din diverse municipii din regiunea de sud a statului Espírito Santo. Activitățile comerciale, de servicii și industriale sunt manifestate în mod puțin expresiv, cu activitatea comercială concentrată pe cele două străzi principale din centrul orașului. Activitatea industrială include Polycron, o industrie de producție de linii care angajează aproximativ 120 de lucrători, și Industria de Beneficiere a CAVIL.

## Educația
Educația în Bom Jesus do Norte este administrată de școlile publice și private, care oferă educație timpurie, școală primară și liceu. Orașul are mai multe școli municipale și de stat, precum și instituții de învățământ private.
În plus, municipiul are o prezență puternică a școlilor tehnice și profesionale, care oferă cursuri în diverse domenii precum agricultura, creșterea animalelor, industrie și comerț.
Învățământul superior este de asemenea prezent în Bom Jesus do Norte, cu cursuri de licență și postuniversitare oferite în diverse domenii de cunoaștere, oferind oportunități de educație academică pentru locuitorii locali.
Calitatea educației în municipiu este o prioritate, iar autoritățile responsabile lucrează continuu pentru a oferi o educație excelentă și pentru a asigura dezvoltarea educațională a comunității.
Municipiul Bom Jesus do Norte oferă învățământ public în nivelurile de Educație Timpurie și Școală Primară.
- Școala Municipală de Învățământ Fundamental Coronel Antônio Honório
- Școala Municipală de Învățământ Timpuriu și Învățământ Fundamental São Sebastião
- Școala Municipală de Învățământ Timpuriu și Învățământ Fundamental Minervina da Silva Araújo
- Grădinița și Școala Municipală de Învățământ Timpuriu Tia Filinha
- Grădinița și Școala Municipală de Învățământ Timpuriu Tia Cotinha
- Școala Municipală de Educație Timpurie și Învățământ Fundamental Conquista
- Grădinița și Școala Municipală de Educație Timpurie Tia Ignês
- Școala de Învățământ Fundamental Palmeiras, unitate unidocentă, de stat
- Creșa Almir Alvarenga Borges
- Școala de Învățământ Fundamental și Liceu Horácio Plínio, de stat
- Școala Municipală Deputado Gil Velloso

## Cluburi
Ordem e Progresso Futebol Clube este o o asociație sportivă fondată la 6 mai 1914.
Clube Recreativo de Servidores Militares do ABC.

## Imn
1. Bom Jesus do Norte, îmi place de tine Ceea ce ești și vei fi Un boboc de trandafir înfloritor Înăuntrul pieptului meu, oriunde aș merge
2. Bom Jesus do Norte, grădină în floare Biserica modernă, Steagul Original Progresul auriu-verde, "cel mai iubit" Care este campionul fotbalului nostru
3. Ospitalitatea este deviza orașului Pentru cei care sosesc Are frumusețe, are farmecuri Are pe Sfântul Geraldo Să ne ajute

Autor: Sebastião de Paula

## Asociații
Nume: Asociația Comercială și Industrială din Bom Jesus do Norte
Președinte: Willian Delattorre
Alte informații: Asociația oferă membrilor săi diverse servicii în domeniile administrativ și comercial, cum ar fi consultanță contabilă și juridică, consultări la SPC - Serviciul de Protecție a Creditului, iar în domeniul clinic oferă servicii de fizioterapie și stomatologie.
Nume: Asociația din Cartierul Silvana
Nume: Asociația din Cartierul Sebastião
Nume: Asociația din Cartierul São João
Nume: Asociația din Cartierul Vista Alegre

### Asociații filantropice
Nume: Grupul de Asistență pentru Combaterea Drogurilor G.A.C.D.
Alte informații: G.A.C.D. este o organizație non-guvernamentală care desfășoară activități în Bom Jesus do Norte și în întreaga regiune a Vale do Itabapoana, efectuând lucrări de prevenire și recuperare a dependenților de droguri. Entitatea oferă tinerilor și copiilor dezvoltarea de activități de artizanat, terapie ocupațională, ateliere de teatru, precum și o sală de proiecție video. ONG-ul oferă, de asemenea, sprijin clinic în domeniile psihiatrie, ginecologie și medicină generală.
Nume: Societatea Sfântul Vincent de Paul - Vicentinos
Alte informații: Entitatea furnizează diverse servicii comunității.